# Oadby
Oadby est une ville située dans le borough d'Oadby and Wigston dans le Leicestershire, en Angleterre. Elle est située à l'est de Wigston Magna et au sud-est de Leicester. Oadby fait partie la zone urbaine de Leicester (Leicester Urban Area) et est localisée sur la route A6.
La ville est connue pour son champ de course (Leicester Racecourse), situé à la frontière entre Oadby et Leicester, ainsi que pour le jardin botanique de l'Université de Leicester (University of Leicester Botanic Garden). On y trouve également le Beauchamp College ainsi que la résidence universitaire de l'université de Leicester.

## Histoire
Après avoir été sous la coupe des rois de Mercie, l'endroit fut conquis par des envahisseurs venant du Danemark. Le nom d'Oadby vient probablement du vieux norrois Auðarbýr qui signifie "« lieu de peuplement d'Auðit ». En 920, à la suite des victoires d'Alfred le Grand contre les Danois quelques décennies plus tôt, ces derniers furent évincés du pouvoir. On estime que la région d'Oadby fut le théâtre d'au moins une des batailles.
En 1086, le nom d'Oadby est noté en tant qu'Aldebi. Le nom changea plusieurs fois avant de devenir Oadby. Après la défaite de Harold, Guillaume le Conquérant donna Oadby à Hugues de Grandmesnil, gouverneur du Leicestershire qui fonda l'église paroissiale d'Oadby, à l'endroit où se situe aujourd'hui l'église Saint-Pierre.
En janvier 1817, Oadby fut le théâtre d'importantes révoltes. Quatre cents personnes étaient impliqués dans l'incendie de meules de foin. La cavalerie de Leicester et un régiment de dragons furent appelés pour réprimer la rébellion et trois personnes furent emprisonnées.
Oadby resta un petit village jusqu'à la fin du XIXe siècle lorsqu'il devient une banlieue à la mode pour les propriétaires d'usines de Leicester spécialisées dans la fabrication de chaussures et de bas. Beaucoup de belles maisons furent construites, certaines sont encore utilisées actuellement par l'université de Leicester. Le tramway de Leicester se terminait au bout de la cité, à l'endroit où la route A6 entrait dans Oadby.
La Stoughton Road d'Oadby contient deux maisons ayant un intérêt historique. Certaines maisons des Framework Knitters (Framework Knitters Homes) remontent à 1909 alors que les maisons North (North Memorial Homes) financé par Sir Jonathan North, le maire de Leicester, furent bâties en 1927 et inaugurées la même année par le Prince de Galles. Le site des maisons North abrite également un Hall North (North Memorial Hall) construit dans un style néo-georgien et loué à l'église évangélique libre d'Oadby (Oadby Evangelical Free Church) depuis 1974.
L'expansion d'Oadby s'accéléra lors du XXe siècle et continue encore en 2007. De nombreuses zones résidentielles ont été construites et la population a atteint le chiffre de 22 729 en 2001.

## Situation actuelle
De nos jours, Oadby est principalement composée de zones résidentielles. Le succès du Beauchamp College fait d'Oadby une localisation de choix pour les familles avec enfants. Comme c'est de plus en plus souvent le cas dans le Leicestershire, Oadby a une population très diversifiée que ce soit par l'origine ethnique ou la religion. En 2001, environ 55 % de la population locale (22 729 personnes) se déclaraient chrétiens, environ 11 % hindous, 8 % sikhs et 6 % musulmans (19 % n'ont pas de religion ou n'ont pas rempli cette partie de formulaire).
Les principaux employeurs d'Oadby sont les écoles, les magasins Asda, Sainsbury's ainsi que les magasins du centre ville. Il existe également une zone industrielle.
L'entreprise Invicta Plastics avait une usine à Oadby où elle produisait le jeu du Mastermind ainsi que les nez rouges servant pour le bi-annuel Red Nose Day appeal de l'organisation caritative  Comic Relief. Cependant la production fut déplacée dans le quartier de Braunstone à Leicester et le site fermé. En 2010, un magasin de produits alimentaires ouvrit sur l'ancien site d'Invicta Plastics.

## Sport et culture
Oadby Town F.C., le club local de football joue dans la ligue Midland Football Alliance. Le club de première division de rugby à XV, Leicester Tigers a un centre d'entrainement situé à Oval Park sur la Wigston Road à Oadby.
L'autre club de football local réputé dans la région est le Oadby Owls FC, réservé aux joueurs de moins de 18 ans, qui joue au municipal Coombe Park.
Les Dolly Rockit Rollers, équipe de roller derby, résident au Oadby's Parklands Leisure Centre. Membre de la United Kingdom Roller Derby Association, ils font partie des huit meilleures équipes du pays en 2011.
John Deacon, bassiste du groupe rock Queen, est né et a grandi à Oadby.